# Dino 206 SP
Pour les articles homonymes, voir Ferrari.
La Dino 206 SP est une voiture de course produite par Ferrari en 1965 en un seul exemplaire.

## Contexte
La 206 SP est dérivée de la Dino 166 P, mais elle s'en distingue par plusieurs aspects. Contrairement à la 166 P, qui arborait une carrosserie berlinette fermée, la 206 SP adopte une conception barchetta ouverte. De plus, son moteur bénéficie d’une cylindrée plus importante et d’une puissance accrue par rapport à sa prédécesseure.
Le moteur utilisé est un V6 Dino, une série de moteurs Ferrari portant le nom de Dino Ferrari, le fils d'Enzo Ferrari, à qui l'on attribue leur conception. Sa particularité réside dans son angle de 65° entre les bancs de cylindres, un choix technique permettant d'optimiser l’espace dans le compartiment moteur.
Le nom du modèle suit la logique de Ferrari : "Dino" fait référence au moteur, tandis que "206 SP" indique une cylindrée d’environ 2,0 L et six cylindres en V.
La Dino 206 SP servira d’inspiration pour un modèle qui verra le jour l’année suivante : la Ferrari Dino 206 S.

## Compétition
La 206 SP a été spécialement conçue pour concourir dans le championnat d'Europe de la montagne. Afin d'optimiser ses performances dans cette discipline, elle a été conçue avec un poids réduit et un moteur relativement puissant.
Lors de l'édition 1965, elle s'impose brillamment en remportant quatre courses, pilotées par Ludovico Scarfiotti. Ces succès lui permettent de décrocher la victoire finale dans la catégorie Sport.

## Caractéristiques techniques
Le moteur de ce modèle était un V6 longitudinal à 65° orienté vers l'arrière. Avec un alésage de 86 mm et une course de 57 mm, il offrait une cylindrée totale de 1986,60 cm³ (2 L) avec un taux de compression de 11:1. La puissance maximale du moteur atteignait 218 ch à 9 000 tr/min.
La distribution était assurée par un double arbre à cames en tête contrôlant deux soupapes par cylindre. L'alimentation en carburant était gérée par trois carburateurs Weber, modèle 40 DCN/2, et l'allumage était double, avec un système comprenant deux distributeurs. La lubrification était à carter sec et l'embrayage à double disque.
La suspension était indépendante, avec des triangles, des ressorts hélicoïdaux, des amortisseurs télescopiques et une barre stabilisatrice. Les freins à disque équipant les quatre roues, associés à une boîte de vitesses à cinq rapports, étaient complétés par une marche arrière. La direction était à crémaillère.
Le châssis était en acier tubulaire, et la carrosserie était de type barquette, à deux places.